# Färöische Badminton-Juniorenmeisterschaft
Die Färöische Badminton-Juniorenmeisterschaften werden seit 1994 ausgetragen. Titelkämpfe der Erwachsenen sind seit 1966 dokumentiert.

## Die Titelträger
| 1994      | Erland Poulsen           | Louisa Jørgensen            | nicht ausgetragen              | nicht ausgetragen                              | nicht ausgetragen                 | nicht ausgetragen | nicht ausgetragen |
| 1995      | Erland Poulsen           | nicht ausgetragen           | nicht ausgetragen              | nicht ausgetragen                              | nicht ausgetragen                 | nicht ausgetragen | nicht ausgetragen |
| 1996      | nicht ausgetragen        | nicht ausgetragen           | nicht ausgetragen              | nicht ausgetragen                              | nicht ausgetragen                 | nicht ausgetragen | nicht ausgetragen |
| 1997      | Jorghin Enghamar         | Elin Poulsen                | nicht ausgetragen              | nicht ausgetragen                              | nicht ausgetragen                 | nicht ausgetragen | nicht ausgetragen |
| 1998      | nicht ausgetragen        | nicht ausgetragen           | nicht ausgetragen              | nicht ausgetragen                              | nicht ausgetragen                 | nicht ausgetragen | nicht ausgetragen |
| 1999      | Aksel Poulsen            | Frida Naes                  | nicht ausgetragen              | nicht ausgetragen                              | nicht ausgetragen                 | nicht ausgetragen | nicht ausgetragen |
| 2000      | Aksel Poulsen            | Elin Hansen                 | nicht ausgetragen              | nicht ausgetragen                              | nicht ausgetragen                 | nicht ausgetragen | nicht ausgetragen |
| 2003      | Niclas Højgaard Eysturoy | nicht ausgetragen           | nicht ausgetragen              | nicht ausgetragen                              | nicht ausgetragen                 | nicht ausgetragen | nicht ausgetragen |
| 2007      | Fríði Lamhauge           | Brynhild Djurhuus Carlsson  | nicht ausgetragen              | nicht ausgetragen                              | nicht ausgetragen                 | nicht ausgetragen | nicht ausgetragen |
| 2008      | Ari Ellingsgaard         | Rannvá Djurhuus Carlsson    | nicht ausgetragen              | nicht ausgetragen                              | nicht ausgetragen                 | nicht ausgetragen | nicht ausgetragen |
| 2009      | Ari Ellingsgaard         | Rannvá Djurhuus Carlsson    | nicht ausgetragen              | nicht ausgetragen                              | nicht ausgetragen                 | nicht ausgetragen | nicht ausgetragen |
| 2010      | nicht ausgetragen        | nicht ausgetragen           | nicht ausgetragen              | nicht ausgetragen                              | nicht ausgetragen                 | nicht ausgetragen | nicht ausgetragen |
| 2011 2014 | keine Daten              | keine Daten                 | keine Daten                    | keine Daten                                    | keine Daten                       |                   |                   |
| 2015      | Dann Fróðason            | Gunnva Jacobsen             | Rani í Bø Ari M. Jacobsen      | Femja M. Jacobsen Marjun á Lakjuni             | Rani í Bø Marjun á Lakjuni        |                   |                   |
| 2016      | Dann Fróðason            | Jóhanna Ósberg              | Dann Fróðason Eiler Fróðason   | Jóhanna Ósberg Femja M. Jacobsen               | Jan Eli Ragnarsson Femja Jacobsen |                   |                   |
| 2017      | Ari M. Jacobsen          | Mona Rasmusdóttir           | Ari M. Jacobsen Ari Nandi      | nicht ausgetragen                              | Ari Nandi Lena Maria Joensen      |                   |                   |
| 2018      | Árant á Mýrini           | Sissal Thomsen              | Ari M. Jacobsen Árant á Mýrini | Miriam Í Grótinum Adhya Nandi                  | Ari Nandi Adhya Nandi             |                   |                   |
| 2019      | Ari Nandi                | Lena Maria Joensen          | Rúni Øster Ari Nandi           | Lena Maria Joensen Bjarnhild í Buð Justinussen | Ari Nandi Lena Maria Joensen      |                   |                   |
| 2020      | Hans Elttør              | Bjarnhild í Buð Justinussen | nicht ausgetragen              | nicht ausgetragen                              | nicht ausgetragen                 |                   |                   |